# バーバラ・カレラ
バーバラ・カレラ（Bárbara Carrera, 本名：Barbara Kingsbury、1951年12月31日 - ）はアメリカ合衆国の女優、画家。

## 人物と経歴

### 生い立ち
ニカラグアのブルーフィールズで、ニカラグア駐在アメリカ大使とニカラグア人の母の元に生まれた。11歳でアメリカに渡り、17歳でモデルを始めた。彼女の初めての映画は、チキータ・バナナの宣伝映画だった。

### キャリア
映画『ルーという女(Puzzle of Downfall child)』(1970年)のモデル役で女優デビュー。その後、『マスター・ガンファイター』(1975年)、『ドクター・モローの島』(1977年)など、多くの映画に出演した。中でも007シリーズの『ネバーセイ・ネバーアゲイン』(1983年)における悪女・ファティマ役で一躍有名となり、1984年のゴールデングローブ賞の最優秀助演女優賞にノミネートされた。『ワイルド・ギースII』(1985年)では、名優ローレンス・オリヴィエとの共演も果たした。
その後、テレビでも『ダラス』を始めとする人気シリーズに次々と出演した。「ヴォーグ」、「パリ・マッチ」、「ハーパーズ バザー」などの雑誌の表紙を飾り、1977年と1982年には「プレイボーイ」でヌードを披露した。その後もコンスタントに映画やテレビドラマに出演し、現在に至る。
女優の傍ら画家としても活動し、1980年代からは、カリフォルニア・ビバリーヒルズとイギリス・ロンドンの画廊に作品が置かれるようになった。2002年には、ハリウッド・エンターテイメント博物館で展覧会が開かれ、彼女の作品は平均8,000ドルで販売された。

### 私生活
カレラはモデル、男爵、船舶所有者との、3回の結婚・離婚歴がある。子どもはいない。これはカレラがサイエントロジーに関わっているからだという説があるが、彼女がサイエントロジストであったのはほんの短い間だった。現在は、ジャーナリストと付き合っているという。
カレラの実年齢は曖昧である。彼女の誕生年は通常1951年とされているが、媒体によっては1945年、もしくは1947年となっている。カレラ自身は「1953年の方が良い」と言っている。

## 主な出演作品
- マスター・ガンファイター  The Master Gunfighter (1975年)
- エンブリヨ Embryo (1976年)
- ドクター・モローの島  The Island of Dr. Moreau (1977年)
- 遥かなる西部 わが町センテニアル Centennial (1978年-1979年) ※テレビドラマ
- 世界崩壊の序曲 When Time Ran Out (1980年)
- 炎の砦マサダ Masada (1981年) ※テレビ映画
- 探偵マイク・ハマー 俺が掟だ! I, the Jury (1982年)
- ネバーセイ・ネバーアゲイン Never Say Never Again (1983年)
- テキサスSWAT Lone Wolf McQuade (1983年)
- ワイルド・ギースII Wild Geese II (1985年)
- ダラス Dallas (1985年-1986年) ※テレビドラマ
- 愛の宅配-ピザ・ボーイ Loverboy (1989年)
- おばあちゃんは魔女 Wicked Stepmother (1989年)
- ボディーハード Spanish Rose (1993年)